# Критон (диалог)
„Критон“ е диалог на древногръцкия философ Платон. Прието е, че това е един от ранните му, т. нар. „сократически“ диалози.

## Участници и сюжетна рамка
Освен Сократ, който е неизменна фигура в Платоновите диалози, единственото друго действащо лице е Критон, който е човек от близкото му обкръжение. Разговорът се води в затвора, където Сократ изчаква изпълнението на смъртната си присъда. Критон настоява да му помогне и да организира бягството му от Атина. Следва разговор за справедливото, несправедливото и начина, по който трябва да се отвръща на несправедливостта.